# 末包昇大
末包 昇大（すえかね しょうた、1996年5月27日 - ）は、香川県坂出市出身のプロ野球選手（外野手）。右投右打。広島東洋カープ所属。

## 経歴

### プロ入り前
坂出市立白峰中学校から進学した高松商業高校時代は、1年秋より一塁手としてレギュラーとなり、秋季四国大会に出場。2年から三塁手となり、3年夏は4番打者を務めた。高校通算11本塁打。
東洋大学時代は、3年生時からリーグ戦に出場。守備位置は右翼手に転向。野球部の同期には後にプロ野球に進んだ人物が多く、甲斐野央、梅津晃大、上茶谷大河、藤井聖、中川圭太がいる。
大学ではレギュラーにはなれなかったが、当時大阪ガス副部長を務めていた竹村誠に見いだされ同社に入社。1年目は控え選手だったが、2年目から4番打者を務め、都市対抗に出場。3年目の2021年度日本選手権で打率.450、7打点を記録して優勝メンバーとなり、打撃賞を受賞。同年度の社会人ベストナイン（外野手）に選出される。2021年のドラフト会議で、広島東洋カープから6位指名を受け、12月7日に契約金5000万円、年俸1000万円で仮契約を結んだ（金額は推定）。背番号は52。担当スカウトは鞘師智也。

### 広島時代
2022年、オープン戦の序盤は4番打者を務め、チーム第1号の本塁打を記録した。シーズン開幕戦となった3月25日の対横浜DeNAベイスターズ戦（横浜スタジアム）は7番・右翼手で先発出場。球団の新人開幕戦先発出場は2006年の梵英心以来16年ぶり。第1打席でチーム初得点となる左適時打を放ち、球団の新人としては1961年の山本一義以来61年ぶりの開幕戦初打席初安打初打点を記録した。その後2安打を放つなど開幕戦では球団の新人としては森永勝治（森永勝也）、古葉毅（古葉竹識）以来64年ぶりの猛打賞を記録した。5月8日の対横浜DeNAベイスターズ戦（MAZDA Zoom-Zoom スタジアム広島）で球団の新人としては町田公二郎以来30年ぶり2人目となる満塁本塁打を放った。しかし、5月に入ると出場機会が減少し、5月23日に初めて一軍登録を抹消された。一軍に復帰し、8月2日の対横浜DeNAベイスターズ戦（横浜スタジアム）ではチームは負けながらも自身はプロ初の三塁打を記録した。11月10日、300万円増となる推定年俸1300万円で契約を更改した。
2023年は6月13日に初めて一軍昇格。9月23日の対読売ジャイアンツ戦（東京ドーム）では、7回の勝ち越しソロ本塁打を含む2打席連続本塁打を記録し、自身の本塁打数を初の2桁に乗せた。他にも、DeNAとのクライマックスシリーズ第2戦では、6回に代打として出場すると、先発の今永昇太からソロ本塁打を放つ活躍を見せた。最終的に65試合に出場し、打席数146で打率.273、11本塁打、27打点を記録した。11月15日、1200万増の推定年俸2500万円で契約を更改した。
2024年、一軍の春季キャンプメンバー入りしていたが、1月29日に左膝の内側半月板を負傷したため離脱。3月26日の二軍ソフトバンク戦から実戦復帰すると、徐々に調子を上げ5月8日に一軍昇格した。昇格後、34試合で打率.285、6本塁打、17打点の活躍を見せたが、6月22日の対中日ドラゴンズ戦（バンテリンドーム）の守備で脚部を痛め同月26日に登録抹消、左太もも裏肉離れの診断を受け離脱となった。治療後、二軍調整を経て8月6日の対読売ジャイアンツ戦（東京ドーム）にて一軍復帰、第3打席で復帰弾となるソロ本塁打を記録した。9月28日の対阪神タイガース戦（MAZDA Zoom-Zoom スタジアム広島）では延長12回に自身初のサヨナラ打を記録したが、9月全体では月間打率が2割を切るなど終盤は不調に陥り、シーズン通算79試合、打率.238、68安打、9本塁打、37打点の成績で終えた。10月31日に、1100万円増の年俸3600万円（推定）で契約更改した。

## 選手としての特徴・人物
パンチ力のある打撃と長打力が武器のスラッガー。大阪ガス時代に鈴木誠也を参考にして打撃が急成長した。広島入団1年目の春季キャンプでは外野に加え、高校1年生時以来となる一塁の守備にも取り組んでいる。50m走のタイムは6秒2、遠投100mを記録。
読売ジャイアンツ戦で好成績を残している「巨人キラー」であり、2023年に打った本塁打11本中6本が巨人戦であった。
趣味はゴルフ。ベストスコアは95で、最長飛距離350ヤードと怪力の持ち主。
愛称はプロゴルファーの尾崎将司に由来する「ジャンボ」、または「スエ」。
社会人時代の2021年3月に結婚しており、妻はいとうせいこうの姪にあたる。

## 詳細情報

### 年度別打撃成績
| 年 度     | 球 団     | 試 合 | 打 席 | 打 数 | 得 点 | 安 打 | 二 塁 打 | 三 塁 打 | 本 塁 打 | 塁 打 | 打 点 | 盗 塁 | 盗 塁 死 | 犠 打 | 犠 飛 | 四 球 | 敬 遠 | 死 球 | 三 振 | 併 殺 打 | 打 率 | 出 塁 率 | 長 打 率 | O P S |
| --------- | --------- | ----- | ----- | ----- | ----- | ----- | -------- | -------- | -------- | ----- | ----- | ----- | -------- | ----- | ----- | ----- | ----- | ----- | ----- | -------- | ----- | -------- | -------- | ----- |
| 2022      | 広島      | 31    | 80    | 77    | 9     | 23    | 3        | 1        | 2        | 34    | 14    | 0     | 0        | 0     | 2     | 1     | 0     | 0     | 20    | 2        | .299  | .300     | .442     | .742  |
| 2023      | 広島      | 65    | 146   | 139   | 16    | 38    | 6        | 0        | 11       | 77    | 27    | 0     | 0        | 0     | 0     | 6     | 1     | 1     | 40    | 5        | .273  | .308     | .554     | .862  |
| 2024      | 広島      | 79    | 304   | 286   | 22    | 68    | 14       | 0        | 9        | 109   | 37    | 1     | 2        | 0     | 0     | 12    | 0     | 6     | 85    | 6        | .238  | .283     | .381     | .664  |
| 通算：3年 | 通算：3年 | 175   | 530   | 502   | 47    | 129   | 23       | 1        | 22       | 220   | 78    | 1     | 2        | 0     | 2     | 19    | 1     | 7     | 145   | 13       | .257  | .292     | .438     | .730  |

- 2024年度シーズン終了時

### 年度別守備成績
| 年 度 | 球 団 | 一塁  | 一塁  | 一塁  | 一塁  | 一塁  | 一塁     | 外野  | 外野  | 外野  | 外野  | 外野  | 外野     |
| 年 度 | 球 団 | 試 合 | 刺 殺 | 補 殺 | 失 策 | 併 殺 | 守 備 率 | 試 合 | 刺 殺 | 補 殺 | 失 策 | 併 殺 | 守 備 率 |
| ----- | ----- | ----- | ----- | ----- | ----- | ----- | -------- | ----- | ----- | ----- | ----- | ----- | -------- |
| 2022  | 広島  | 2     | 8     | 1     | 1     | 0     | .900     | 21    | 38    | 1     | 0     | 0     | 1.000    |
| 2023  | 広島  | 1     | 2     | 0     | 0     | 0     | 1.000    | 45    | 59    | 3     | 1     | 0     | .984     |
| 2024  | 広島  | -     | -     | -     | -     | -     | -        | 76    | 140   | 3     | 3     | 0     | .979     |
| 通算  | 通算  | 3     | 10    | 1     | 1     | 0     | .917     | 142   | 237   | 7     | 4     | 0     | .984     |

- 2024年度シーズン終了時

### 記録
初記録
- 初出場・初先発出場：2022年3月25日、対横浜DeNAベイスターズ1回戦（横浜スタジアム）、7番・右翼手で先発出場
- 初打席・初安打・初打点：同上、2回表に東克樹から左前適時打
- 初本塁打：2022年4月2日、対中日ドラゴンズ2回戦（バンテリンドーム ナゴヤ）、5回表に笠原祥太郎から左中間へソロ
- 初盗塁：2024年6月7日、対千葉ロッテマリーンズ1回戦（MAZDA Zoom-Zoom スタジアム広島）、2回裏に二盗（投手：美馬学、捕手：佐藤都志也）

### 背番号
- 52（2022年 - ）